# Сабурово (Смоленская область)
Сабурово — деревня в Гагаринском районе Смоленской области России. Входит в состав Кармановского сельского поселения. Население — 28 жителей (2007).
Расположена в северо-восточной части области в 35 км к северо-западу от Гагарина, в 30 км восточнее автодороги Р134 «Старая Смоленская дорога» Смоленск — Дорогобуж — Вязьма — Зубцов, на берегу реки Сабуровка. В 31 км западнее деревни расположена железнодорожная станция Сычёвка на линии Вязьма — Ржев.

## История
В годы Великой Отечественной войны деревня была оккупирована гитлеровскими войсками в октябре 1941 года, освобождена в марте 1943 года.
С момента освобождения от гитлеровских оккупантов 1943 году, деревня Сабурово не была газифицирована, со стороны руководителей на местах одни обещания провести газ с 1943 года по настоящее время.